# 希爾德貝爾特二世
希尔德贝尔特二世（法語：Childebert II，570年4月6日—595年3月28日），575年12月—595年3月28日在位为奥斯特拉西亞国王（梅斯王国）、592年合并了伯父貢特拉姆留下的勃艮第王国因此兼任勃艮第国王。希尔德贝尔特二世是西吉贝尔特一世與王后布倫希爾德之子。

## 生平

### 繼承奧斯特拉西亞
當希爾德貝爾特二世的父親西吉貝爾特一世於575年被刺殺後，叔父希爾佩里克一世立即派大將德西德里乌斯入侵奧斯特拉西亞王國，但是伯父貢特拉姆立即派遣他最得力的大將貴族穆莫卢斯出戰，馬莫拉斯是當時高盧最強的將領，他很快便打敗德西迪里厄斯並驅逐入侵的紐斯特利亞軍隊。只有5歲的希爾德貝爾特二世被他的臣子由巴黎帶至奧斯特拉西亞的首都梅斯，被確認為奧斯特拉西亞國王，母親西哥特公主布倫希爾德攝政。布倫希爾德的統治並不受到當地貴族的認同，所以時常出現政治鬥爭。

### 繼承勃艮第
577年，貢特拉姆的兩个兒子因痢疾而死亡，遂收養希尔德貝爾特二世為嗣子。可惜，希尔德貝爾特二世並不知恩圖報，於581年侵佔了勃艮第王國很多城市，並於583年聯合叔父希爾佩里克一世進攻勃艮第。貢特拉姆與希爾佩里克一世講和，击退希尔德貝爾特二世。584年，貢特拉姆還以顏色，攻佔了圖爾及普瓦捷，但是貢特拉姆為了參加希爾佩里克一世的兒子克洛泰爾二世接任国王的洗禮而撤兵。585年，希尔德貝爾特二世在的贡多阿尔德謀反事件中堅定地支持了貢特拉姆。
587年11月28日，貢特拉姆去昂德洛-布朗什维尔希爾德貝爾特二世的母親布倫希爾德簽署條約，這被稱為《昂德洛條約》。根據此條約，布倫希爾德同意兒子希尔德貝爾特二世為貢特拉姆的繼承者，結盟對付叛徒。根據都爾的額我略在《法蘭克人史》記載，希尔德貝爾特二世十三歲時從梅斯去到索恩河畔沙隆會見貢特拉姆，聲稱之前的承諾－尤其因為桑利斯的分配已被違反。從額我略看來，該條約明顯地導致貢特拉姆將圖爾割讓給希尔德貝爾特二世。額我略在他的史書中有記載該條約文本。此條約一直生效直到貢特拉姆去世為止。此後，在貢特拉姆的支持下，希爾德貝爾特二世成功地打敗反對他的貴族。另一方面，克洛泰爾二世於584年登基後，因年幼而由他的母親芙蕾德貢德攝政。為了兒子可繼承貢特拉姆的勃艮第王國，芙蕾德貢德多次派人刺殺希爾德貝爾特二世，甚至貢特拉姆。
592年，貢特拉姆逝世，希爾德貝爾特二世繼承勃艮第王國并將兩國合併，还沒收了克洛泰爾二世的財產。

## 死亡
595年3月28日，24岁的希尔德贝尔特被毒死。尽管受了布倫希爾德的影响，希尔德贝尔特的两个儿子提乌德贝尔特二世和提乌德里克二世还是成为了他的继承者；長子提烏德貝爾特二世接管奥斯特拉西亚，次子提烏德里克二世接管勃艮第和奥尔良。希爾德貝爾特二世數次與拜占庭帝國皇帝莫里斯開戰。另外，希爾德貝爾特二世亦曾與倫巴底人交戰，但是戰果並不顯著。

## 配偶与子女
希尔德贝尔特和妻子法伊洛贝有三個兒子，三个儿子中有两个当上了国王。
1. 長子：提烏德貝爾特二世（586年-612年），奥斯特拉西亞國王（595年-612年）
2. 次子：提烏德里克二世（587年-613年），勃艮第國王（595年-613年）
3. 幼子：提迪拉内（Thidilane）